# Čuki
Čuki is een plaats in de gemeente Vižinada in de Kroatische provincie Istrië. De plaats telt 5 inwoners (2001).